# マッシモ (プロレスラー)
マッシモ(Massimo、1990年3月8日 - )は、イタリアのプロレスラーである。全日本プロレスに参戦中。身長196cm、体重110kg。

## 来歴
プロレスデビュー前はアルマーニのモデルをしていた。
2010年デビュー。
イタリアのヨーロッパ・サウス・レスリングで活躍し、2017年7月より全日本プロレスに参戦。

## 得意技
- チョークスラム